# 中坝镇 (武威市)
中坝镇，是中华人民共和国甘肃省武威市凉州区下辖的一个乡镇级行政单位。

## 行政区划
中坝镇下辖以下地区：
上坝村、花寨村、汪泉村、下畦村、中坝村、头沟村和高楼村。